# Duganarepalli, Chintamani
Duganarepalli là một làng thuộc tehsil Chintamani, huyện Kolar, bang Karnataka, Ấn Độ.